# El Mamí
El Mamí es una localidad y pedanía del municipio de Almería (Andalucía-España) situada a 2 km del núcleo principal. En 2014 contaba con 50 habitantes (INE).

## Toponimia
Según la arabista Elena Pezzi, el topónimo El Mamí deriva del árabe al-ma'āmi',, que se puede traducir como Los Páramos. También señala que Kazimirski lo tradujo como país donde no se ven signos para guiar al viajero.

## Geografía
Está situado en la parte oriental del término municipal de Almería, 2 km al este de la capital.

## Economía
Se basa en la agricultura intensiva de cultivo en invernadero de hortalizas y vegetales.

## Patrimonio
Existe un caserío del siglo XIX, llamado El Mamí o Marín de Burgos. Perteneció a la burguesía almeriense, y estaba provisto de ermita propia con mausoleo. El caserío estaba dotado con jardines, cuadras, cocheras y toda una serie de lujos para la época como pinturas y muebles de caoba.Tras la guerra civil  se abandona. Cerca del mismo, se encuentra la célebre Fuente del Mamí.